# Chris Powell (comico)
Christopher Powell, detto Chris, noto anche con lo pseudonimo di Comedian CP (Detroit, ...), è un attore, sceneggiatore e comico statunitense.
Noto anche con lo pseudonimo Comedian CP, è apparso Empire, Detroiters, All Def Comedy e nella seconda stagione di Love Life.

## Biografia
Powell è nato e cresciuto a Detroit, in Michigan. Ha frequentato la Mumford High School e ha conseguito la laurea in studi sulla comunicazione presso l'Università statale del Michigan. Durante il college si unì ai Kappa Alpha Psi.
Powell ha lavorato nella pubblicità prima di partire nel 2010 per intraprendere una carriera nell'industria dell'intrattenimento. Il suo programma comico mensile The CP Show gli ha permesso una maggiore importanza, oltre ad aver pubblicato video comici online. Nel 2015, Powell ha avuto il suo primo ruolo televisivo in un ruolo ricorrente in Empire. Powell è stato anche selezionato per esibire stand-up comedy in All Def Comedy di HBO. Per due anni è stato membro del cast e sceneggiatore della serie televisiva Detroiters di Comedy Central. Ha lavorato come sceneggiatore per Black Jesus di Adult Swim. Powell ha recitato in un ruolo secondario nella seconda stagione della serie televisiva Love Life di HBO Max.